# ورزشگاه صلح و دوستی
 ورزشگاه صلح و دوستی  (به انگلیسی: Peace and Friendship Stadium) سالن چند منظوره در آتن، یونان است.
این سالن میزبان مسابقات مسابقات والیبال المپیک تابستانی ۲۰۰۴ بوده است.